# Загорбська сільська рада
| Загорбська сільська рада — колишній орган місцевого самоврядування у Великоберезнянському районі Закарпатської області з адміністративним центром у с. Загорб. Сільській раді були підпорядковані населені пункти: - с. Загорб - с. Жорнава |

## Склад ради
Рада складалася з 18 депутатів та голови.

## Керівний склад сільської ради
| ПІБ                       | Основні відомості                                                 | Дата обрання | Дата звільнення |
| ------------------------- | ----------------------------------------------------------------- | ------------ | --------------- |
| Мушак Олексій Олексійович | Сільський голова, 1967 року народження, освіта, безпартійний      | 26.03.2006   | 31.10.2010      |
| Мушак Олексій Олексійович | Сільський голова, 1967 року народження, освіта вища, безпартійний | 31.10.2010   |                 |

Примітка: таблиця складена за даними джерела

## Населення
Згідно з переписом УРСР 1989 року чисельність наявного населення сільської ради становила 1294 особи, з яких 638 чоловіків та 656 жінок.
За переписом населення України 2001 року в сільській раді мешкала 1151 особа.

### Мова
Розподіл населення за рідною мовою за даними перепису 2001 року:
| Мова       | Відсоток |
| ---------- | -------- |
| українська | 99,32 %  |
| російська  | 0,60 %   |
| білоруська | 0,09 %   |